# شهرستان هیچکاک (نبراسکا)
شهرستان هیچکاک، نبراسکا (به انگلیسی: Hitchcock County, Nebraska) یک سکونتگاه مسکونی در ایالات متحده آمریکا است که در نبراسکا واقع شده‌است.

## خصوصیات
شهرستان هیچکاک ۱٬۸۶۲٫۲۱ کیلومترمربع مساحت دارد.